# Herbert Spencer
Herbert Spencer (Derby, 27. travnja 1820. – Brighton, 8. prosinca 1903.), engleski je filozof i sociolog.

## Utemeljenje sociologije
Uz dvojicu preteča sociologije, zasluge za utemeljenje sociologije pripadaju i H. Spenceru, koji je Comteov suvremenik. Ovaj engleski filozof također je bio pozitivist koji u svojoj klasifikaciji čini stanovitu iznimku, stavljajući psihologiju (kao samostalnu znanost) između biologije i sociologije. Psiha je čovjekova, drži Spencer, zadnji problem biologije, a prvi čimbenik sociologije. Osim psihologije, i druge društvene znanosti (ekonomija, teorija države i prava, etika, estetika i dr.) imaju svoju samostalnost i kao takve ravnopravne su sociologiji.
Ono zbog čega ima potrebe spominjati Spencera i njegovu utemeljiteljsku ulogu u sociologiji, odnosi se na njegov osobit sustav znanosti o društvu, izgrađen na zakonima evolucije, koje u razvijenim formama nalazimo u njegovom djelu  Prvi principi ili načela. Spencerova teorija evolucije temelji se na tri  osnovne istine ili načela i četiri sekundarna načela. Tri Spenecerove osnovne istine su:
1. zakon o inerciji sile (postojanje uzroka nije moguće spoznati),
2. spoznaja o neuništivosti materije i
3. spoznaja o kontinuitetu kretanja.

Sekundarna načela na kojima Spencer utemeljuje svoju teoriju o evoluciji jesu:
1. spoznaja o trajnosti odnosa među silama ili uniformiranost kretanja,
2. spoznaja da se energija transformira, i nikad se ne gubi, tj. ne uništava se,
3. spoznaja kako se kretanje vrši linijom najmanjeg otpora (ili najveće privlačnosti) i
4. spoznaja o ritmičnosti ili promjenljivosti kretanja.

## Teorija evolucije
Svoju teoriju evolucije Spencer obrazlaže na sljedeći način: Evolucija je integracija materije uz istodobno trošenje kretanja za koje vrijeme materija prelazi iz jedne relativno neodređene, inkoherentne (nepovezane) homogenosti u relativno koherentnu (povezanu) hetergenost i za koje vrijeme zadržano kretanje prolazi kroz paralelnu transformaciju. Dakle, Spencer na jednoj strani tvrdi kako je evolucija razvojni proces od homogenih (jednolikih i indiferentnih) ka heterogenim (raznolikim i diferenciranim) stanjima, a na drugoj strani kako evolucijski razvoj ima i svoju suprotnost u procesima uništenja, raspadanja, pri čemu dolazi do uništenja tekovina evolucije.
Teorija evolucije obuhvaća svu prirodu (organsku i anorgansku). Ona koja se bavi razvojem živih bića zove se teorija descendencije. Najpoznatija je Darwinova, po kojoj su pojedine individue bolje prilagođene životnim uvjetima. U borbi za opstanak takve individue pobjeđuju (superiornije su), a genetski pozitivna svojstva nasljeđivanjem se prenose na nadolazeće (nove) generacije.
Iz tako shvaćene teorije o evolucijskom razvoju, Spencer je došao do zaključka kako se iz anorganskog svijeta razvio organski svijet, a iz ovoga društvo i čovjek. I dalje, kako su društvo i društvene grupe slične biološkim organizmima. Spencer iznalazi sljedeće sličnosti između organizma i društva:
- i društvo i organizam (za razliku od anorganske materije) rastu i uvećavaju svoj opseg,
- uvećanjem veličine, raste i složenost njihove strukture,
- progresivnu diferencijaciju strukture i u društvu i u organizmu prati slična diferencijacija funkcijā,
- evolucija uspostavlja u društvu i živom organizmu ne samo razlike, već i konačno povezane razlike koje su takve prirode da omogućavaju i jedno i drugo,
- analogija potaje još očiglednija ako se prihvati da je svaki organizam društvo (i obrnuto),
- i u društvu i u organizmu život cjeline može biti uništen, ali jedinke će nastaviti živjeti još stanovito vrijeme.

Osim ovih izloženih sličnosti, između društva i organizma postoje i stanovite razlike. Naime:
- društva, za razliku od organizama, nemaju neku određenu tjelesnu (fizičku) formu, a pojedinci su slobodni i prostorno diferencirani,
- dijelovi društva nemaju fiksni odnos prema cjelini, kao što imaju organizmi (npr. ne postoji neki društveni mozak) i
- u organizmu sastavni dijelovi postoje radi funkcioniranja (dobrobiti) cjeline, dok u društvu cjelina postoji zbog dobrobiti članova društva.

U svojim sociološkim djelima Studij sociologije i Načela sociologije, Spencer razlaže brojne društvena probleme. Među njima osobito pitanje ravnoteže među predmetima u prirodi, ali i među društvima, društvenim grupama i klasama, Održavanje ravnoteže inicira borbu za opstanak, iz čega proizlazi da je konfliktnost (sukobljavanje) između društava, društvenih grupa nešto očekivano, stalno. Iz ove borbe za opstanak pojavljuje se strah od drugih bića, ali i od smrti. Iz ove borbe za opstanak, iz pojavnosti straha, Spencer promišlja politiku. Politika ima svoj korijen u strahu od drugih bića, a religijska moć u strahu od smrti. Društveni konflikti koje stvaraju i potiču politički vođe i religijski dostojanstvenici, rezultirat će pojavom militarističkog društva, usmjerenog ka ratovima. Slijedom toga, ratovi će poticati integriranost manjih društvenih grupa u veće grupe, a ti se pak procesi proširuju na ona područja na kojima u miru živi sve više ljudi angažiranih u proizvodnji.
Iz militarističkog, ratnog stanja, rađa se mirnodopsko stanje, koje je za Spencera industrijsko društvo. Život u miru i radu utječu na sveukupno ponašanje pojedinaca, prilagođavajući društvenu organizaciju svrsi solidarnog zajedništva. Osjećaj slobode prisutan je kod pojedinca i u organizaciji; on rađa koheziju pojedinaca i uspostavlja ravnotežu unutar društvene zajednice.
Na osnovi nazora Herberta Spencera razvila se idealistička mehanicistička hipoteza, mehano-lamarkizam, koja spada u skupinu neolamarkističkih hipoteza.

## Filozofija politike
Poput svojih prethodnika, i Spencer se bavio političkim pitanjima. Osobito se to odnosi na pitanja države i političke vlasti. On će na tragu svoje organicističke teorije u svojem sociološkom korpusu promovirati državu kao sustav čija je osnovna zadaća reguliranje života društvenog organizma. Slijedom toga, Spencer će ustvrditi kako nije moguća opstojnost društva ako nije ustrojena država, odnosno državna vlast. Ovo i zbog činjenice što društvo nije puko mnoštvo pojedinaca, već je ono organizirana zajednica u kojoj susrećemo društvene jedinke, a koje štiti država.
Pojavnost države i političke vlasti Spencer nalazi u najprimitivnijim društvima, koja se susreće i kod suvremenih i razvijenih društava. Na temeljima ovog iskaza, Spencer gradi političku strukturu države, koju čine:
- vođa,
- grupa sposobnijih i uglednijih (konzultativno ili savjetodavno tijelo) i
- mnoštvo sljedbenika koji imaju zadaću slijediti vođu ili konzultativno tijelo, a koje Spencer naziva predstavničko tijelo.

Društvo u industrijskom režimu elastično je i lako se prilagođava promjenama - jer više nema potrebe za privrednom autarhijom (samodostatnoću), kruta protekcionistička politika mora pasti, dok ekonomske barijere među nacijama postupno nestaju. Može se očekivati regionalni oblik ili federalni oblik vladavine kao cilj političke organizacije. Kad je pak u pitanju utjecaj industrijskog razdoblja na izgled društva, može se reći da će patriotizam postajati sve istančaniji, društvo će gubiti vjeru u nepogrešivu efikasnost državnog miješanja, dok će pojedinci postajati snažniji, samouvjereniji, poštujući uzajamno svoja prava. Treba očekivati novo razdoblje, posvećeno razvoju čovjekove moralne prirode kada industrijski poredak bude usavršen. Krajnji ili konačni oblik društvene i političke organizacije bit će etička država. 
Liberalističke ideje koje susrećemo kod Spencera dale su svoj prilog pitanju demokracije. Za njega, pojmovno, demokracija znači jednaku slobodu za sve ljude. U skladu s time, Spencer zagovara ravnopravnost građana, koja može postojati isključivo u kapitalističkom tržištu roba i radne snage. Zato će Spencer definirati demokraciju kao političku organizaciju izgrađenu u skladu sa zakonom jednake slobode.

## Vanjske poveznice
|  | Zajednički poslužitelj ima stranicu o temi Herbert Spencer    |
|  | Zajednički poslužitelj ima još gradiva o temi Herbert Spencer |
|  | Wikicitati imaju zbirke citata o temi Herbert Spencer         |